# Bolsenai Krisztina
Türoszi Krisztinát, más néven Bolsenai Szent Krisztinát, az ortodox egyház Nagy Mártírjaként , szűz mártírként ismerik. A sírja fölé épített földalatti temető régészeti ásatásai kimutatták, hogy már a negyedik században is tisztelték Türoszban, Dél-Libanonban.

## Élete
Krisztina nagy valószínűséggel Türoszban (a mai Libanonban) született, és Bolsenában, egy ősi Közép-Olaszországi városban, egy Volsinium nevű etruszk település közelében élt. Életére bizonyíték többek közt a ravennai Sant'Apollinare Nuovo-bazilikában található hatodik századi mozaik, amelyen látható a szüzek körmenete is, és amelyen az egyik szűz egy Krisztina nevű szent, aki mártírkoronát visel. 
Gazdag családba született, apja Türosz helytartója volt. 11 éves korára a lány kivételesen szép volt, sokan feleségül akarták venni. Krisztina apja azonban lányát pogány papnőnek szánta, a világtól elzárva tartotta, ahol temérdek arany és ezüst bálványt állíttatott fel, és megparancsolta a lányának, hogy azok előtt áldozzon. Két szolgát is állíttatott Krisztina rendelkezésére.

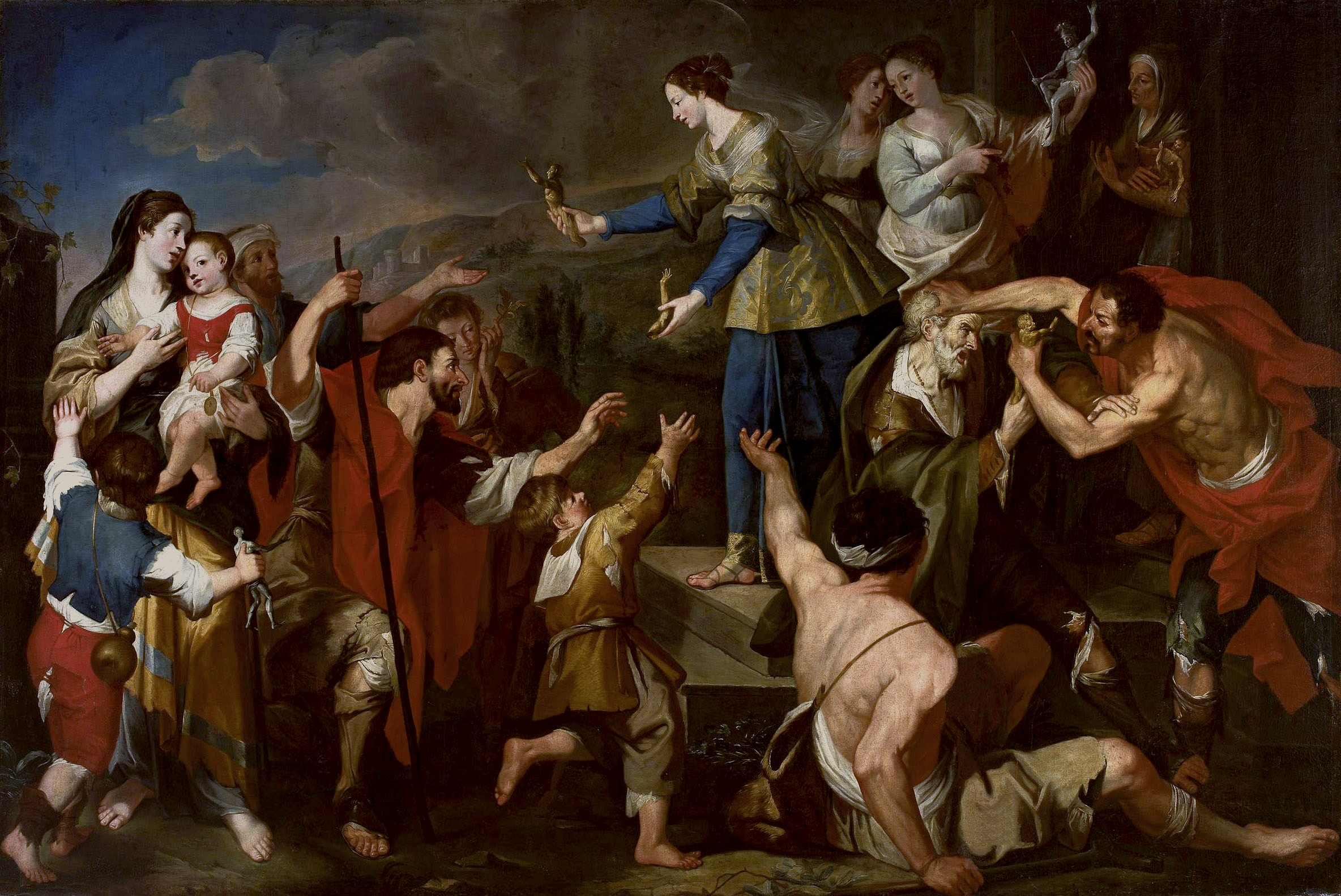
Szent Krisztina apja arany bálványait adományozza a szegényeknek ezen a 17. századi festményen a varsói Nemzeti Múzeumban

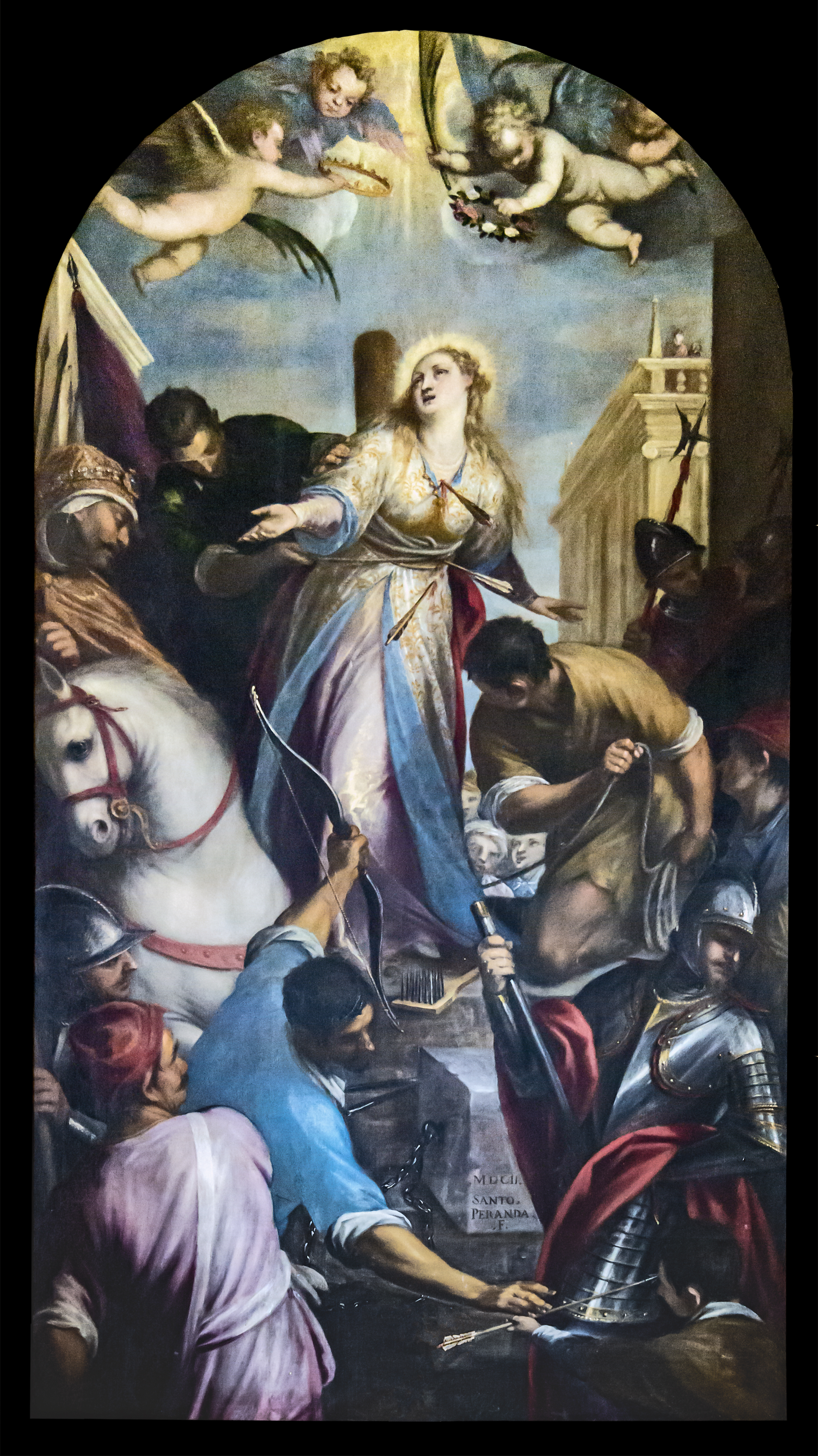
Szent Krisztina vértanú halála a San Zanipolo-bazilikában Velencében, Olaszországban

A beszámolók szerint Krisztina a világ teremtésén elmélkedett és napjait fohászkodással és böjtöléssel töltötte amikor egy angyal látogatta meg, aki mindent elmondott neki a keresztény vallásról. Az angyal ezután Krisztus menyasszonyának nevezte a fiatal Krisztinát, és megjósolta jövőbeli szenvedéseit. Krisztina ezután összetörte az összes bálványt a szobájában, és kidobta a darabokat az ablakon. Amikor apja, Urbanus a bálványok eltűnéséről kérdezősködött Krisztina először hallgatott, majd mindent beismert. A helytartó azonnal megölette a két szolgát, Krisztinát pedig börtönbe záratta.
Urbanus lányát megkínoztatta keresztény hite miatt, de Isten meghiúsította erőfeszítéseit. A kínzás természete forrásonként változik, de mindegyik szerint Krisztina csodával határos módon sérülés nélkül túlélte azokat. Apja halála után utódja, a következő helytartó, Dion tovább kínoztatta őt, hiába. Krisztinát végül lefejezték.

### Ereklyéi

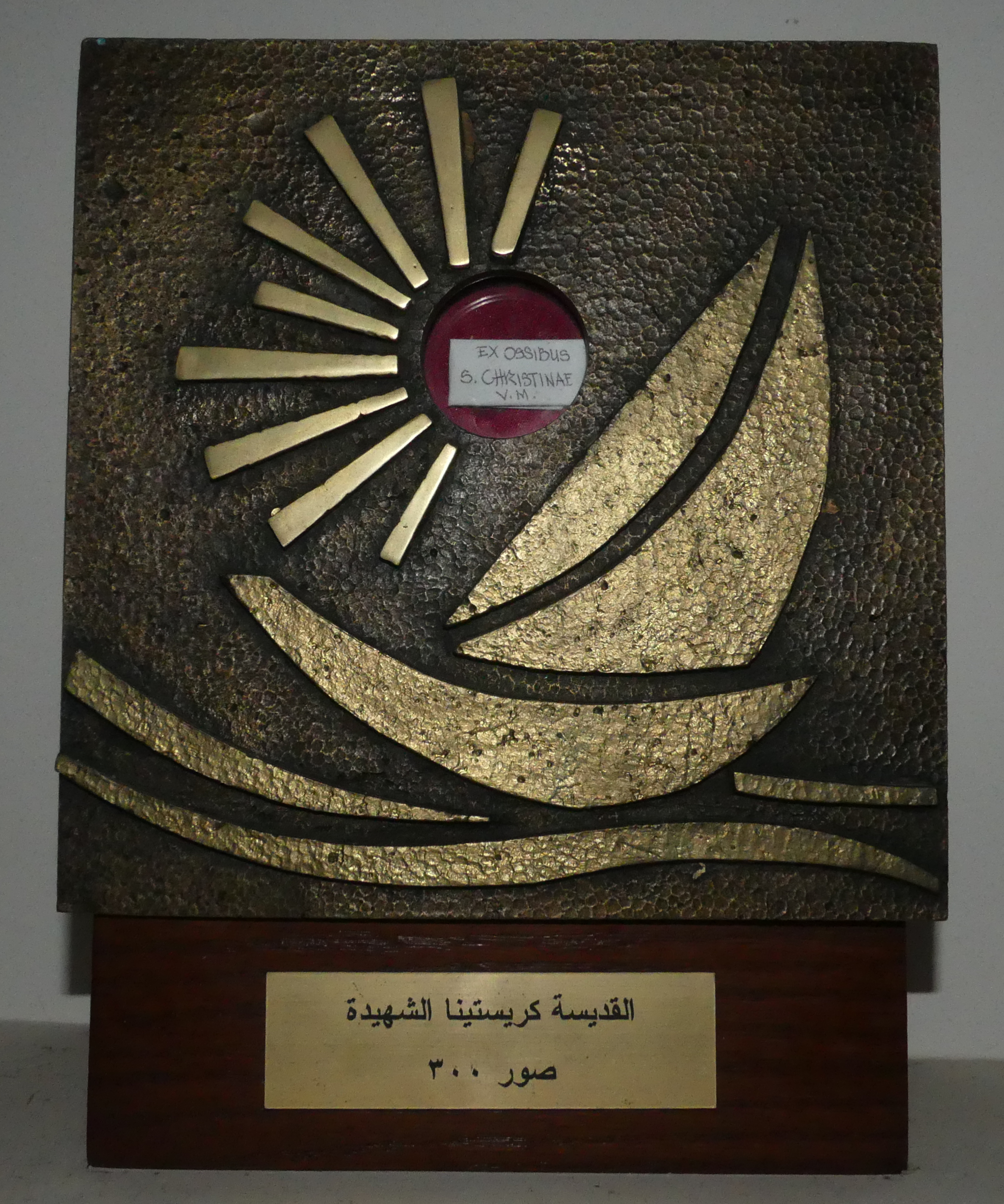
Szent Krisztina ereklyéje a Tengerek Boldogasszonya maronita székesegyházban, Türoszban, Libanonban

## Fordítás
Ez a szócikk részben vagy egészben  a   Christina of Bolsena című angol Wikipédia-szócikk ezen változatának fordításán alapul.  Az eredeti cikk szerkesztőit annak laptörténete sorolja fel. Ez a jelzés csupán a megfogalmazás eredetét és a szerzői jogokat jelzi, nem szolgál a cikkben szereplő információk forrásmegjelöléseként.